# Hosotani Ichiro
Hosotani Ichiro (sinh ngày 21 tháng 1 năm 1946) là một cầu thủ bóng đá người Nhật Bản.

## Đội tuyển bóng đá quốc gia Nhật Bản
Hosotani Ichiro thi đấu cho đội tuyển bóng đá quốc gia Nhật Bản từ năm 1978.

## Thống kê sự nghiệp
| Đội tuyển bóng đá Nhật Bản | Đội tuyển bóng đá Nhật Bản | Đội tuyển bóng đá Nhật Bản |
| Năm                        | Trận                       | Bàn                        |
| -------------------------- | -------------------------- | -------------------------- |
| 1978                       | 4                          | 1                          |
| Tổng cộng                  | 4                          | 1                          |